# Polská socialistická dělnická strana v Československu
Polská socialistická dělnická strana (polsky Polska Socjalistyczna Partia Robotnicza, zkratka PSPR, plným názvem Polská socialistická dělnická strana v Československu, Polska Socjalistyczna Partia Robotnicza w Czechosłowacji) byla politická strana na území prvorepublikového Československa, která reprezentovala část polské národnostní menšiny.

## Dějiny
Navazovala na dřívější politickou organizaci sociálních demokratů polské národnosti působící na území Slezska za dob Rakouska-Uherska. Byla založena v únoru 1921. Krátce poté v ní ale došlo k rozkolu mezi pravicí a levicí a velkou část jejích předních funkcionářů přebrala Komunistická strana Československa (ke komunistům odešli například Emanuel Chobot, Ludwik Lizak nebo Engelbert Wawreczka. Mnozí z nich ale byli brzy poté odstaveni v rámci KSČ nástupem mladší generace. Emanuel Chobot a mnozí další se tak po několika letech vrátili do Polské socialistické dělnické strany. Předsedou byl Emanuel Chobot, mezi další představitele patřil mimo jiné Antoni Steffek, Wiktor Sembol či Arnold Kwietniowski.
Před parlamentními volbami v roce 1925 vytvořila strana koalici nazvanou Polský lidový a dělnický svaz, ve kterém se spojilo několik polských menšinových stran. Kromě Polské socialistické dělnické strany ještě Polské lidové strany, Svaz slezských katolíků v Československé republice a Slezská lidová strana. V parlamentu za tuto širokou koalici zasedl ovšem jen Leon Wolf ze Svazu slezských katolíků v Československé republice. V parlamentních volbách v roce 1929 kandidovala tato široká polská koalice společně s Židovskou stranou a polská část získala dva mandáty v parlamentu, z nichž jeden připadl zástupci socialistů, Emanuelovi Chobotovi.
Během 30. let 20. století se strana jako odraz prohlubujícího se zahraničněpolitického odcizování mezi Československem a Polskem, stala terčem agitace ostatních polských stran a byla kritizována pro svou blízkost československé vládní koalici a Československé sociálně demokratické straně dělnické. V důsledku této agitace a finanční podpory z Polska se ve straně roku 1934 utvořila národovecky, propolsky a autonomisticky orientovaná frakce, která se osamostatnila pod názvem Polská sociálně demokratická strana v Československu. Do parlamentních voleb v roce 1935 pak tato odštěpenecká strana a ostatní polské strany šly na kandidátní listině Autonomistický blok, které dominovala Hlinkova slovenská ľudová strana, zatímco zbytková Polská socialistická dělnická strana spojila síly s Československou sociálně demokratickou stranou dělnickou. Nezískala ale žádný mandát a v následujících letech i ona začala částečně prolamovat svou izolaci v polském táboře a spolupracovat s autonomistickými politickými stranami. Tato spolupráce ale narazila na své limity v březnu 1938, kdy Polská socialistická dělnická strana odmítla v rámci pokračující integrace polského politického spektra vstup do platformy nazvané Svaz Poláků v Československu.